# Монтенеро-Валь-Коккьяра
Монтенеро-Валь-Коккьяра (итал. Montenero Val Cocchiara) — коммуна в Италии, располагается в регионе Молизе, в провинции Изерния.
Население составляет 608 человек (2008 г.), плотность населения составляет 29 чел./км². Занимает площадь 21 км². Почтовый индекс — 86080. Телефонный код — 0865.
Покровителем коммуны почитается святой Климент, папа Римский, празднование во второе воскресение августа.

## Демография
Динамика населения:

## Администрация коммуны
- Официальный сайт: